# Alberico de Montjay
Alberico de Montjay (? - 1147) foi um nobre medieval francês, tendo sido senhor do Castelo Montjay-la-Tour, atual localidade de Châtillon-Coligny, região administrativa do Centro, no departamento Loiret, França. Este castelo foi construído no primeiro quarto do século XII.
Foi também vassalo do bispo de Paris e pertencia à família real de França, uma vez que era parante do rei Luís VI de França. 

## Relações familiares
Foi pai de Ermengarda de Montjay (c. 1090 -?) casada com Henrique I de Châtillon (c. 1080 - 1130).
Alberico foi avô de influentes personagens do seu tempo como foi o caso dos dois filhos de Ermengarda de Montjay:
1. Reinaldo de Châtillon (1125 - 4 de Julho de 1187), Senhor de Châtillon-sur-Loire e Príncipe de Antioquia casou por duas vezes, a primeira em 1153 com Constança de Altavila, princesa de Antioquia e a segunda com Etiennette de Milly.
2. Gaucher II de Châtillon (1115 - 1147)[1], Châtillon-sur-Marne, de Toissy, de Montjay e de Crécy, casou com Adelaide de Roucy (1117 - 1172), filha de Hugo I de Roucy (1090 - 1160) e de Adeline de Pierrefonds.